# آئرونکا ارو
آئرونکا ارو (به انگلیسی: Aeronca_Arrow) یک هواگرد ملخ‌پیشین تک‌موتوره است. این هواگرد در سال ۱۹۴۷ میلادی رسماً معرفی گردید.